# Stanislaus Thurzo
Stanislaus Thurzo (auch Thurzó von Béthlenfalva, Turzo, Turzó; * 1470 in Krakau; † 17. April 1540 in Olmütz) war Bischof von Olmütz.

## Werdegang
Stanislaus entstammte der Patrizierfamilie Thurzo aus der oberungarischen Zips, die im Bergbau reich geworden war und deren Mitglieder am ungarischen Hof und in der Bergbauverwaltung hohe Ämter bekleideten. Sein Vater Johannes Thurzo ließ sich 1462 in Krakau nieder, wo Stanislaus acht Jahre später geboren wurde. 
Stanislaus wurde am Hof des Königs Matthias Corvinus in Buda erzogen und studierte ab 1485 in Krakau. Mit dem Studium von Theologie und Rechtswissenschaften an der Universität Padua erwarb er den Grad eines „Doktor decretorum“. Nach seiner Rückkehr wurde er Domherr in Krakau und Olmütz. 

### Als Diplomat in Rom
1495 wurde Stanislaus vom Olmützer Domkapitel beauftragt, in Rom den Verzicht des von Papst Alexander VI. 1493 zum Olmützer Administrator ernannten Bischofs von Monreale Johannes (Juan) Borgia, der zudem seit 1494 auch Bischof von Ferrara war, zu erwirken. Da der ernannte Administrator niemals nach Olmütz kam, musste das Bistum vom Domkapitel unter der Leitung von Domdekan Konrad Altheimer verwaltet werden. 
Mit einem zweiten Auftrag sollte Stanislaus beim Papst die Rückgabe des Bischofswahlrechts erreichen, damit das Domkapitel einen neuen Bischof wählen konnte, nachdem sich Papst Innozenz VIII. und sein Nachfolger Papst Alexander VI. trotz der Bitte des Königs und der Stände weigerten, den 1490 gewählten Bohuslaus Lobkowitz von Hassenstein zu bestätigen.
Nach zähen Verhandlungen und unter Einsatz von Geld gelang es Stanislaus, den Rücktritt des Administrators und die Anerkennung des Wahlrechts durchzusetzen.

### Bischofsamt
Nachdem die Wahl Bohuslaus Lobkowitz von Hassenstein vom Papst für nichtig erklärt worden war, wählte das Domkapitel Stanislaus Thurzo noch während seines Romaufenthaltes am 30. Januar 1496 zum Bischof von Olmütz. Da am 30. Januar 1497 auch Juan Borgia schließlich offiziell gegen eine Jahresrente von 500 Dukaten auf das Amt des Administrators verzichtet hatte, erhielt Stanislaus am selben Tag die päpstliche Bestätigung, so dass er nach einer siebenjährigen Sedisvakanz das Amt des Olmützer Bischofs antreten konnte.
Schon am 3. Mai 1498 hielt Stanislaus in Wischau seine erste Diözesansynode ab, durch deren Beschlüsse das religiöse Leben des Bistums gefördert werden sollte. Im selben Jahr ließ er in Brünn und Nürnberg ein Missale und ein Psalterium des „Olmützer Ritus“ sowie verschiedene Rechtsvorschriften drucken. 1501 erließ er für das Domkapitel ein Statut, mit dem u. a. festgelegt wurde, dass Kanonikate nur an Personen vergeben werden dürfen, die eine theologische Promotion oder ein Lizentiat vorweisen können.
Auch durch rechtliche und wirtschaftliche Maßnahmen sollte sein Bistum konsolidiert werden. Mit Hilfe seines finanzkräftigen Vaters und Unterstützung durch König Vladislav II. löste er 1499 das verpfändete Kremsier und 1507 die Herrschaft Hochwald ein, deren Burg eine neue Befestigung erhielt. In Olmütz ließ er einen neuen Bischofspalast errichten und den gotischen Chor der Kathedrale ausbauen.
Die Diözesanverwaltung wurde angewiesen, Kopialbücher und Register anzulegen. Außerdem ließ er das Olmützer Lehnsrecht und das Landrecht drucken und bestimmte Kremsier zum Sitz des bischöflichen Lehenshofes und des Lehensgerichts. Ab 1531 war nur der Bischof und sein Lehensgericht für die bischöflichen Lehensleute und -güter zuständig und nicht mehr das Land und das Landrecht. Auch der Bischof sollte künftig nicht mehr dem Landrecht, sondern unmittelbar dem König von Böhmen unterstellt sein.

## Humanistenkreis
Stanislaus war – wie sein Bruder, der Breslauer Fürstbischof Johann Thurzo – ein großer Förderer des Renaissance-Humanismus. Seinem Domkapitel, das zu einem geistigen Mittelpunkt Mährens wurde, gehörten u. a. die Celtis-Schüler Gregor Nitsch und Martinus Sinapinus an, die den Humanistenkreis „Sodalitas litteraria Meierhofiana“ gegründet haben, dem auch Olmützer Bürger angehörten. Ursinus Velius, Bohuslaus Lobkowitz von Hassenstein, Jan Šlechta von Všehrd u. a. Humanisten standen mit dem Olmützer Kreis in Verbindung.

## Konfessionelle Probleme
In religiöser Hinsicht fiel die lange Amtszeit von Stanislaus Thurzo in eine schwierige Zeit, in der Mähren ein mehrkonfessionelles Land war. Die Glaubensrichtungen der Böhmischen Brüder, der Waldenser, der Lutheraner, der Utraquisten und der Täufer breiteten sich unter der Bevölkerung stark aus. Gegen sie unternahm Stanislaus Maßnahmen, die nur aus der Sicht der damaligen Zeit verstanden werden können. Auf sein Betreiben wurde die Brüderunität, die weitgehend unter dem Schutz des Adels stand, auf dem Prager Landtag von 1508 verboten. Der Klosterneuburger Augustinerchorherr und kaiserliche Hofkaplan Jakob Pamperl wurde als päpstlicher Delegat und der als Inquisitor bekannte Dominikaner Heinrich Kramer als Prediger eingesetzt. Häretische Schriften sollten aufgespürt und verbrannt, Bücher zensiert und nur mit bischöflicher Genehmigung gedruckt werden. Gegen den ehemals Würzburger Hofprediger Paul Speratus, der in Iglau und Olmütz als lutherischer Prediger auftrat, erwirkte Stanislaus 1523 einen königlichen Haftbefehl.

## Ehrenvolle Aufgaben
Seine politischen Funktionen führte Stanislaus in enger Verbindung zu den böhmischen Königen Vladislav  und Ludwig aus. Bei den böhmischen Landtagen stand er meistens an der Spitze der königlichen Gesandtschaft, vertrat die Interessen des Königtums und glich Konflikte zwischen den Ständen aus. 1509 krönte er König Ludwig und 1522 dessen Gemahlin Maria von Ungarn. 1527 wurden Ferdinand I. und dessen Gemahlin Königin Anna von Böhmen und Ungarn von Stanislaus gekrönt. Auf päpstliche Weisung weihte er 1506 seinen Bruder Johann zum Fürstbischof von Breslau.

## Ausgaben
- Martin Rothkegel: Der lateinische Briefwechsel des Olmützer Bischofs Stanislaus Thurzó. Eine ostmitteleuropäische Humanistenkorrespondenz der ersten Hälfte des 16. Jahrhunderts (= Hamburger Beiträge zur Neulateinischen Philologie, Band 5). Lit Verlag, Hamburg 2007, ISBN 978-3-8258-9868-7 (kritische Edition)